# Joaquín Corredor Pascual
Joaquín Corredor Pascual és un polític valencià, que des d'Aliança Popular ha militat a diverses formacions polítiques conservadores.
Militant d'Aliança Popular, en 1985 va presentar-se a president de la formació per València Ciutat, perdent per 28 vots i denunciant el procés per irregularitats. L'any 2000 va disputar la presidència provincial del Partit Popular al zaplanista José Díez, sense èxit. Una vegada més, va denunciar que des del partit havia patit represàlies, pel que el 2001 va anunciar que abandonava el Partit Popular per a passar-me a Unió Valenciana. S'escindiria d'este partit amb el Partit Regional de la Comunitat Valenciana, integrat a Coalició Valenciana per a les eleccions a les Corts Valencianes de 2007, i en 2010 va ser secretari general del Partido de los Mayores y Autónomos, després que el fundador del partit, Ramón Calvo, el fitxara.